# Identité suspecte
Identité suspecte (titre original: Picture Claire) est un film canadien réalisé par Bruce McDonald et sorti en 2001.
Il a été présenté au Festival international du film de Toronto en 2001.

## Synopsis
Après avoir échappé à un incendie criminel dans son appartement de Montréal, Claire se réfugie à Toronto où elle espère que son ancien ami pourra l'aider. Mais elle ne le trouve pas et ne connait personne d'autre dans la ville, et elle ne parle pas un mot d'anglais.

## Fiche technique
- Titre original: Picture Claire
- Réalisateur :  Bruce McDonald
- Scénario :  Semi Chellas
- Photographie : Miroslaw Baszak
- Montage : Michael Pacek
- Musique : Paul Haslinger
- Tournage : du 16 octobre 2000 au 4 décembre 2000
- Lieux de tournage : Toronto, Bahamas
- Genre : Thriller
- Durée : 91 minutes
- Date de sortie : 
  -  Canada : 10 septembre 2001

## Distribution
- Juliette Lewis : Claire Beaucage
- Gina Gershon : Lily Warden
- Mickey Rourke : Eddie
- Callum Keith Rennie : Laramie
- Kelly Harms : Billy
- Tracy Wright : Det. Sweeney
- Camilla Rutherford : Cynthia Lacey
- Raoul Bhaneja (en) : Det. Lee
- Barbara Eve Harris : Patricia